# Tibor Komáromi
Tibor Komáromi (* 15. srpna 1964, Budapešť, Maďarsko) je bývalý maďarský reprezentant v zápase.
Dvakrát reprezentoval Maďarsko na letních olympijských hrách v zápase řecko-římském. V roce 1988 v Soulu vybojoval ve váhové kategorii do 82 kg stříbrnou olympijskou medaili. V roce 1992 v Barceloně vypadl ve váhové kategorii do 90 kg ve třetím kole.
V roce 1986, 1987 a 1989 vybojoval zlatou medaili na mistrovství světa. V roce 1986 vybojoval zlato, v letech 1985 a 1988 stříbro a v letech 1987 a 1990 až 1992 bronz na mistrovství Evropy. Vše v zápase řecko-římském, v letech 1990 až 1992 ve váhové kategorii do 90 kg, ostatní do 82 kg.